# Schiedel (Unternehmen)
Die Schiedel GmbH mit Sitz in Nußbach/Österreich ist ein europaweit agierender Anbieter von Kamin- bzw. Schornstein- und Lüftungssystemen und Tochter der Braas Monier Building Group (BMI).

## Geschichte
Das Unternehmen umfasst operativ tätige Gesellschaften in 19 Ländern und produziert an 18 Produktionsstandorten. Im Jahr 2015 erwirtschaftete die Schiedel GmbH einen Umsatz von 170 Mio. Euro. Die Zahl der Mitarbeiter lag zum 31. Dezember 2019 bei 1.400. Im Jahr 2019 erwirtschaftete das Unternehmen 200 Mio. Euro Umsatz.
Seit der Gründung des Unternehmens 1946 in Erbach bei Ulm durch Friedrich Schiedel hat das Unternehmen viele Entwicklungen unter den diversen Eigentümern mitgemacht. 1967 wurde die Schiedel Gruppe gegründet, welche 1990 von Braas/Redland übernommen wurde. Im Jahr 1998 wurde dann Schiedel von Lafarge Roofing übernommen, einem Anbieter von Dachkomponenten. Anschließend war die Schiedel GmbH Teil der Braas Monier Building Group (früher Lafarge Roofing). Seit 2017 gehört Schiedel zur BMI Group, welche Teil des amerikanischen Mischkonzerns Standard Industries ist. 

## Produkte
Schiedel stellt Kamin- bzw. Schornsteinsysteme aus Keramik und Edelstahl für Wohn- und Zweckgebäude her. Außerdem werden Lüftungssysteme produziert, die für eine automatische Ventilation der Räume sorgen. Neben der Herstellung der einzelnen Systeme gibt es auch Zubehörteile.
Zu den Hauptproduktlinien gehören:
1. Keramikkamin-/Schornsteinsysteme: Die Systeme bestehen aus einem keramischen Innenrohr, einer Isolierung, die um das Rohr angebracht wird, und einem Mantelstein.
2. Edelstahlkamin-/Schornsteinsysteme: Schiedel bietet auch Edelstahlkamin-/Schornsteinsysteme für unterschiedliche und flexible Applikationen an (Dämmung 25 mm).
3. Lüftungssysteme: zur Be- und Entlüftung der einzelnen Räumlichkeiten in Häusern und Wohnungen.
4. Ofensysteme: Offene und geschlossene Feuerstellen, Kaminöfen, Kassetten und Kamin-Öfen-Kombinationen.

## Management
- Alessandro Cappellini, Präsident Schiedel Int.[1]
- Johannes Kistler, CFO | Director of Finance & Human Resources[1]
- Michael Ball, Regional Director North and Western Europe[1]
- Andreas Schlechter, Director Industrial and Supply Chain[1]
- Alexey Paliivets, Director Marketing / Director Marketing and R&D[1]